# Organismsamhälle
Ett organismsamhälle inom ekologin innefattar populationerna av samtliga arter (växter, djur och mikroorganismer) inom ett visst geografiskt område. Organismsamhället tillsammans med den abiotiska (icke-levande) miljön utgör ett ekosystem.
Inom ekologin studeras samspelet mellan arterna i organismsamhällen i olika skalor i tid och rum, inkluderande arters utbredning, struktur, mängd, demografi, och interaktioner mellan samexisterande populationer. Primärt ligger fokus på det samspel mellan populationer som bestäms av specifika genotypiska och fenotypiska egenskaper.
Studiet av organismsamhällen har sitt historiska ursprung inom 1800-talets växtsociologi, där forskare som Eugen Warming  studerade den typiska artsammansättningen i olika växtmiljöer. Modern ekologi studerar mönster såsom variationer i näringsvävens struktur, artrikedom, jämvikt och produktivitet, samt processer som populationsdynamiken mellan predator (rovdjur) och bytesdjur, ekologisk succession och uppbyggnad av organismsamhällen.

## Interaktioner mellan arter
Arter samverkar på olika sätt: konkurrens, predation, parasitism, mutualism, kommensalism etc. 

### Konkurrens
Arter kan konkurrera med varandra om ändliga resurser. Detta anses vara en viktig begränsande faktor för populationernas storlek, biomassa och organismsamhällets artrikedom. Direkt konkurrens kan observeras mellan individer, populationer och arter. Det finns däremot få tecken på att konkurrensen mellan stora grupper, exempelvis  amfibier, reptiler och däggdjur, har varit den drivande kraften i evolutionen.
- Störningskonkurrens: uppstår när en population attackerar, eller förbrukar resurser för, en annan. Exempel: ett lejon som jagar bort en hyena från bytet, eller en växt som utsöndrar allelopatiska kemikalier för att hindra tillväxten av konkurrerande arter.
- Exploaterande konkurrens: sker via förbrukningen av resurser. När en individ av en art förbrukar en resurs (till exempel mat, skydd, solljus, etc.), så att resursen är inte längre är tillgänglig att konsumeras av en medlem av en annan art. Exploaterande konkurrens tros vara vanligare i naturen, men man måste vara uppmärksam för att skilja den från uppenbar konkurrens.
- Skenbar konkurrens: inträffar när två arter delar ett rovdjur. Populationerna av båda arterna kan vara nedtryckt genom predation utan direkt exploaterande konkurrens.

### Predation
Predation är jakt på en annan art för föda. Detta är en positiv-negativ (+ -) interaktion i och med att rovdjursarten får fördelar samtidigt som bytesarten skadas. Några rovdjur dödar sitt byte innan de äter dem (till exempel en hök som dödar en mus). Andra rovdjur är parasiter som livnär sig på bytesdjur, medan de lever (till exempel en vampyrfladdermus som livnär sig på en ko). Växtätare äter växter (till exempel en ko som betar). Predation kan påverka populationsstorleken för rovdjur och bytesdjur, och antalet arter som samexisterar i ett samhälle.

### Mutualism
Mutualism är ett symbiotiskt samspel mellan arter där båda har nytta och är därmed en dubbelt positiv (+ +) interaktion. Exempel: kvävefixerande bakterier som växer i knölar på rötterna av baljväxter och insekter som pollinerar blomväxter.